# Ирина Чмихова
Ирина Чмихова е българска поп-певица и музикален педагог, един от основателите на поп-музиката в България.

## Биография
Родена е на 5 април 1930 г. в Пловдив в семейството на Николай Николаевич Чмихов, руснак и Цветана Димитрова Велева, българка.
Започва да пее още като студентка, през 1950 година, когато в България гостува руският пианист Евгений Комаров, създал музикален квартет в Руския клуб. 
Завършва ДВТУ „Кръстьо Сарафов“ в класа на проф. Кръстьо Мирски и започва работа като актриса по разпределение в Димитровградския театър. Към този момент датират първите опити за създаване на поп-музика в България и Чмихова е поканена да се включи в тях. Докато е в театъра, участва на първото състезание за майстори на поп-изкуството в зала „България“, след което ѝ предлагат щатна работа (редовна длъжност) в Държавната концертна дирекция, на която ръководи изявите на всички изпълнители и артисти.
Ирина Чмихова изпълнява песни и шлагери на 7 езика: български, руски, немски, испански, италиански, френски, английски. Песни за нея са писали Борис Карадимчев и Йосиф Цанков. Сред нейните хитове са „Гренада“, „Ханум“, „Капитан“, „Ти пак си мой“, „Пълнолуние“, „Тригодишна мъка“, по-известна като „Синьото елече“. Работи под съпровода на особено популярни оркестрови и инструментални състави като:
- „Стакато“ с ръководител Развигор Попов,
- оркестър "Балкантон" с диригент Димитър Ганев,
- оркестрите на Александър Събев, „София“,
- „Студио 5“, ръководен от Божан Хаджиев – китарист на Вили Казасян,
- ЕОБРТ, дирижиран от Вили Казасян.

В периода 1954 – 1970 г. осъществява редица концертни изпълнения, преминали с огромен успех в България и чужбина.
През 1968 г. тя е сред основателите на Естрадния отдел към БДК (Националната музикална академия, Консерваторията) в София и впоследствие - преподавател в него. Нейни ученици  са: Маргарита Хранова, Мими Иванова, Мустафа Чаушев, Петър Чернев, Нели Рангелова, Камелия Тодорова, Есил Дюран, Михаил Йончев, Мая Нешкова, Христо Кидиков.
Ирина Чмихова умира на 89 години на 15 февруари 2020 г. в София.

## Дискография

### Сингли на 78 оборота (твърди плочи)
- „Караул“/ „Мама“ (Балкантон – 1318)[2]
- „Случайно се срещнахме“/ „Раз, два, три“ (Балкантон – 1481)[3]
- „Пред твойта врата“/ „Очи-черешки“ (Балкантон – 1557)[4]
- „Грешка“/ „Вечерна песен“ (Радиопром – 1664)[5]
- „Кукурукуку“/ „Малагуена“ (Радиопром – 1672)[6]
- „Интимна песен“/ „Спомени от бала“ (Балкантон – 1757)[7]

### Малки плочи
- „Огньовете на Баку“/ „Мама“ (Балкантон – 2566)[8]
- „Ирина Чмихова“ (Балкантон – 5537)[9]
- „Пее Ирина Чмихова“ (Балкантон – 5662)[10]
- „Ирина Чмихова пее руски романси“ (Балкантон – ВТМ 5798)[11]
- „Пее Ирина Чмихова“ (Балкантон – ВТМ 6118)[12]
- „Тамбурино“ – изп. Ир. Чмихова с орк. „Балкантон“, дир. Д. Ганев (Балкантон – ВТВ 10040)[13]

### Дългосвирещи плочи
- 1979 – „Руски романси и цигански песни“ (Балкантон – ВТА 10451)[14]

### Компактдискове
- 2005 – „Вечните руски романси и песни“
- 2008 – „Вечните руски романси и песни“

## Филмография
- 1982 – „Милионите на Привалов“ (6-сер. тв, България/ФРГ/Западен Берлин) – певица (в 2 серии: V и VI)